# Facundo Hernán Quiroga
Facundo Hernán Quiroga (San Luis (Argentina),10 de janeiro de 1978) é um futebolista argentino que defende atualmente o All Boys.
Começou a sua carreira no Newell's  Old Boys,depois foi para o Sporting Clube de Portugal e pelo VfL Wolfsburg e voltou para a Argentina para jogar no River Plate e foi diversas vezes convocado para a Seleção Argentina de Futebol e foi convocado para a Copa América de 2004. Atualmente defende o All Boys.